# 게 성운 펄사
게 성운 펄사(Crab Pulsar, PSR B0531+21)는 SN 1054가 폭발하고 남은 잔해인 게 성운의 펄사이다. 이 펄사는 1968년에 발견되었으며, 최초로 초신성 잔해 안에서 발견된 펄사이다.

## 주기
통상 33밀리초를 주기로 하여 25 km 정도 길이의 레이저를 발사하며, 주기가 길 경우 30초 정도이다. 그리고 이 펄사는 밝기가 태양과 거의 비슷한 수준이며, 활동 하면서, 감마선을 방출하기도 한다. 그리고 가장 짧을 경우 30 나노초를 주기로 한다.

## 폭발 에너지
게 성운은 예로 부터 천문학자들의 X선 관측의 중심이 되어 왔다. 여기서 방출되는 X선은 가장 밝은 수준에 속한다. 여기서 나오는 폭발 에너지는 2.4×10-11에르그/s−1·cm−2 (2.4×10-14와트/m−2) 그리고 2-10킬로 전자 볼트 정도의 에너지를 방출하며, X선 스펙트럼을 보인다.